# Gainax

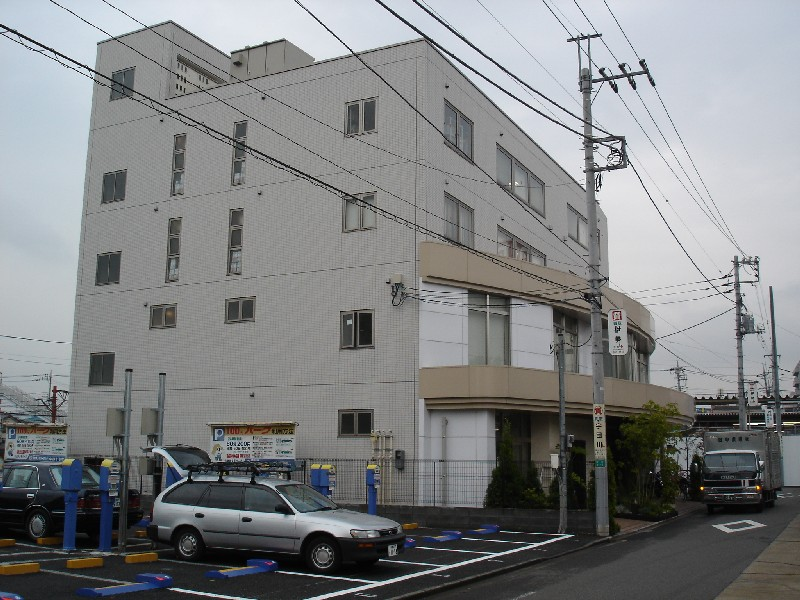
Estúdio Gainax do lado de fora

Gainax Co., Ltd. (estilizado como GAINAX ; em japonês:  株式会社ガイナックス , Hepburn : Kabushiki-gaisha Gainakkusu ) foi um estúdio de anime japonês famoso por produções originais como Neon Genesis Evangelion, Royal Space Force: The Wings Of Honneamise, Gunbuster, Nadia: The Secret of Blue Water, FLCL, Magical Shopping Arcade Abenobashi e Gurren Lagann A empresa era sediada em Koganei, Tóquio .
Até Neon Genesis Evangelion, Gainax normalmente trabalhava em histórias criadas internamente, mas o estúdio desenvolveu cada vez mais adaptações de anime de mangás existentes como Kareshi Kanojo no Jijou e Mahoromatic. O estúdio tem um histórico importante envolvendo o animador Hideaki Anno. Em junho de 2024, o estudo declarou falência, após anos de perdas financeiras.